# Dansaire de l'Orinoco
El dansaire de l'Orinoco (Saltator orenocensis) és un ocell de la família dels tràupid (Thraupidae).

## Hàbitat i distribució
Habita zones amb arbres i arbustives i terres de conreu de les terres baixes al nord-est de Colòmbia i Veneçuela.